# Scleropyrum
Scleropyrum es un género con nueve especies de plantas de flores perteneciente a la familia Santalaceae. 

## Especies seleccionadas
- Scleropyrum aurantiacum
- Scleropyrum harmandii
- Scleropyrum leptostachyum
- Scleropyrum maingayi
- Scleropyrum mekongense
- Scleropyrum moschiferum
- Scleropyrum pentandrum
- Scleropyrum ridleyi
- Scleropyrum wallichianum